# ER Близнецов
ER Близнецов (лат. ER Geminorum) — одиночная переменная звезда в созвездии Близнецов на расстоянии (вычисленном из значения параллакса) приблизительно 13 647 световых лет (около 4 184 парсек) от Солнца. Видимая звёздная величина звезды — от +16,3m до +14,8m.

## Характеристики
ER Близнецов — жёлтая пульсирующая переменная звезда типа RR Лиры (RR) спектрального класса G. Эффективная температура — около 5512 К.